# Unis (Musikgruppe)
Unis (Hangul: 유니스, auch stilisiert als: U&iS) ist eine südkoreanische Girlgroup, die von F&F Entertainment im Rahmen der Survival-Reality-Show Universe Ticket gegründet wurde. Die Gruppe besteht aus acht Mitgliedern: Hyeonju, Nana, Gehlee, Kotoko, Yunha, Elisia, Yoona und Seowon. Sie debütierten am 27. März 2024 mit dem Mini-Album We Unis.

## Name
Der Name der Gruppe setzt sich aus den Abkürzungen „U&I Story“ und „UNiverse Is Started“ zusammen und symbolisiert den Wunsch der Gruppe, ihre eigene Geschichte der Erfüllung von Träumen, die mit Universe Ticket begann, weiterzuschreiben.

## Geschichte

### Aktivitäten vor dem Debüt
Unis wurden dank der SBS-Realityshow Universe Ticket geschaffen, die vom 18. November 2023 bis zum 17. Januar 2024 ausgestrahlt wurde. An der Show nahmen 82 Kandidatinnen aus aller Welt teil, vor allem aus Südkorea, Japan, China, Thailand, Myanmar, Vietnam, den Philippinen und Kanada, die um ihr Debüt in der internationalen Girlgroup konkurrierten.
Mehrere Mitglieder waren bereits vor ihrer Teilnahme an der Show in der Unterhaltungsbranche tätig. Im Jahr 2017 war Hyeonju unter dem Künstlernamen Lucky Mitglied der Girlgroup Good Day und nahm an der Varietéshow The Unit: Idol Rebooting Project teil. Sie schied jedoch in der dritten Ausscheidungsrunde aus und debütierte 2020 erneut in der Gruppe Cignature unter dem Künstlernamen Belle.
Im März 2021 schloss sich Yoona der von PocketTV gegründeten Musikgruppe und dem YouTube-Kollektiv Play With Me Club an und beendete ihr Abenteuer mit der Gruppe am 25. März 2022. Im Oktober 2021 nahm Nana an der Sendung Who Is Princess? teil. Sie belegte den vierten Platz und debütierte im Mai 2022 als Mitglied einer fünfköpfigen Mädchengruppe namens Prikil.

### 2024: Debüt
Am 18. Januar 2024 wurde bekannt gegeben, dass Unis im März debütieren würde. Später wurde bekannt gegeben, dass die Gruppe am 27. März 2024 mit dem Mini-Album We Unis debütieren würde. Am 27. März debütierte die Gruppe mit dem Mini-Album We Unis und der ersten Single „Superwoman“.

## Mitglieder
| Kunstlername  | Kunstlername | Geburtsname                 | Land        | Geburtsdatum     |
| Latinisierung | Hangul       | Geburtsname                 | Land        | Geburtsdatum     |
| ------------- | ------------ | --------------------------- | ----------- | ---------------- |
| Hyeonju       | 진현주       | Jin Hyeon-ju (진현주)       | Südkorea    | 3. November 2001 |
| Nana          | 나나         |                             | Japan       | 6. Juni 2007     |
| Gehlee        | 젤리         | Gehlee Gimena Dangca        | Philippinen | 19. August 2007  |
| Kotoko        | 코토코       |                             | Japan       | 28. Oktober 2007 |
| Yunha         | 윤하         | Bang Yun-ha (방윤하)        | Südkorea    | 28. Februar 2009 |
| Elisia        | 엘리시아     | Elisia Lyrisse C. Parmisano | Philippinen | 18. April 2009   |
| Yoona         | 윤아         | Oh Yoon-a (오윤아)          | Südkorea    | 7. Oktober 2009  |
| Seowon        | 서원         | Lim Seo-won (임서원)        | Südkorea    | 27. Januar 2011  |

## Diskografie

### EPs
| Jahr | Titel Musiklabel | Höchstplatzierung, Gesamtwochen, AuszeichnungChartsChartplatzierungen (Jahr, Titel, Musiklabel, Platzierungen, Wochen, Auszeichnungen, Anmerkungen) | Anmerkungen                                           |
| Jahr | Titel Musiklabel | KR | Anmerkungen                                           |
| ---- | ---------------- | --- | ----------------------------------------------------- |
| 2024 | We Unis F&F      | KR11 (9 Wo.)KR | Erstveröffentlichung: 27. März 2024 Verkäufe: 65.052  |
| 2024 | Spicy F&F        | KR3 (5 Wo.)KR | Erstveröffentlichung: 15. April 2025 Verkäufe: 48.474 |

### Single-Alben
| Jahr | Titel Musiklabel | Höchstplatzierung, Gesamtwochen, AuszeichnungChartsChartplatzierungen (Jahr, Titel, Musiklabel, Platzierungen, Wochen, Auszeichnungen, Anmerkungen) | Anmerkungen                                           |
| Jahr | Titel Musiklabel | KR | Anmerkungen                                           |
| ---- | ---------------- | --- | ----------------------------------------------------- |
| 2024 | Curious F&F      | KR64 (4 Wo.)KR | Erstveröffentlichung: 6. August 2024 Verkäufe: 70.376 |

### Singles
- 2024: Superwoman (We Unis)
- 2024: Curious (Curious)
- 2025: Spicy (Spicy)